# جمهورية كاراكالباك الاشتراكية السوفيتية ذاتية الحكم
جمهورية كاراكالباك الاشتراكية السوفيتية ذاتية الحكم ( Karakalpak ASSR ؛ Karakalpak : Қарақалпақстан АСР، Qaraqalpaqstan ASSR ؛ (بالأوزبكية: Қорақалпоғистон АССР)‏‎ : Қорақалпоғистон АСР
، Qoraqalpog'iston ASSR؛ (بالروسية: Каракалпакская АССР)‏ : Каракалпакская АССР
، Karakalpakskaya ASSR ) ، والمعروفة أيضًا باسم Karakalpakstan السوفيتية أو ببساطة Karakalpakstan ، كانت جمهورية تتمتع بالحكم الذاتي داخل الاتحاد السوفيتي . حتى 20 يوليو 1932 ، كانت تسمى منطقة كاراكالباك ذاتية الحكم . في 5 ديسمبر 1936 ، تم نقلها من جمهورية روسيا الاتحادية الاشتراكية السوفيتية إلى جمهورية أوزبكستان الاشتراكية السوفيتية . كان ASSR الوحيد في آسيا الوسطى السوفيتية (على الرغم من وجود ASSRs الأخرى في المنطقة قبل إنشاء Karakalpak ASSR ، مثل جمهورية طاجيكستان ASSR و Kirghiz ASSR ، وكلاهما تم "ترقيته" إلى جمهوريات على مستوى الاتحاد في عامي 1929 و 1936 على التوالى).
كانت عاصمتها نوكوس (حتى عام 1939 ، تورتكول ).
في 14 ديسمبر 1990 ، أعلن Karakalpak ASSR سيادة الدولة على القوانين السوفيتية. أعلنت أوزبكستان استقلالها في 31 أغسطس 1991 بعد أحداث الانقلاب الفاشل بينما تم تغيير اسم Karakalpak ASSR إلى جمهورية كاراكالباكستان في 21 ديسمبر 1991. تم حل الاتحاد السوفيتي في 26 ديسمبر 1991.
تم اعتماد الدستور الجديد في 8 ديسمبر 1992 ، مما جعل كاراكالباكستان جمهورية تتمتع بالحكم الذاتي داخل أوزبكستان.